# Иувеналий Нарнийский
Иувеналий (IV век) — святитель, первый епископ Нарни. День памяти — 3 мая.

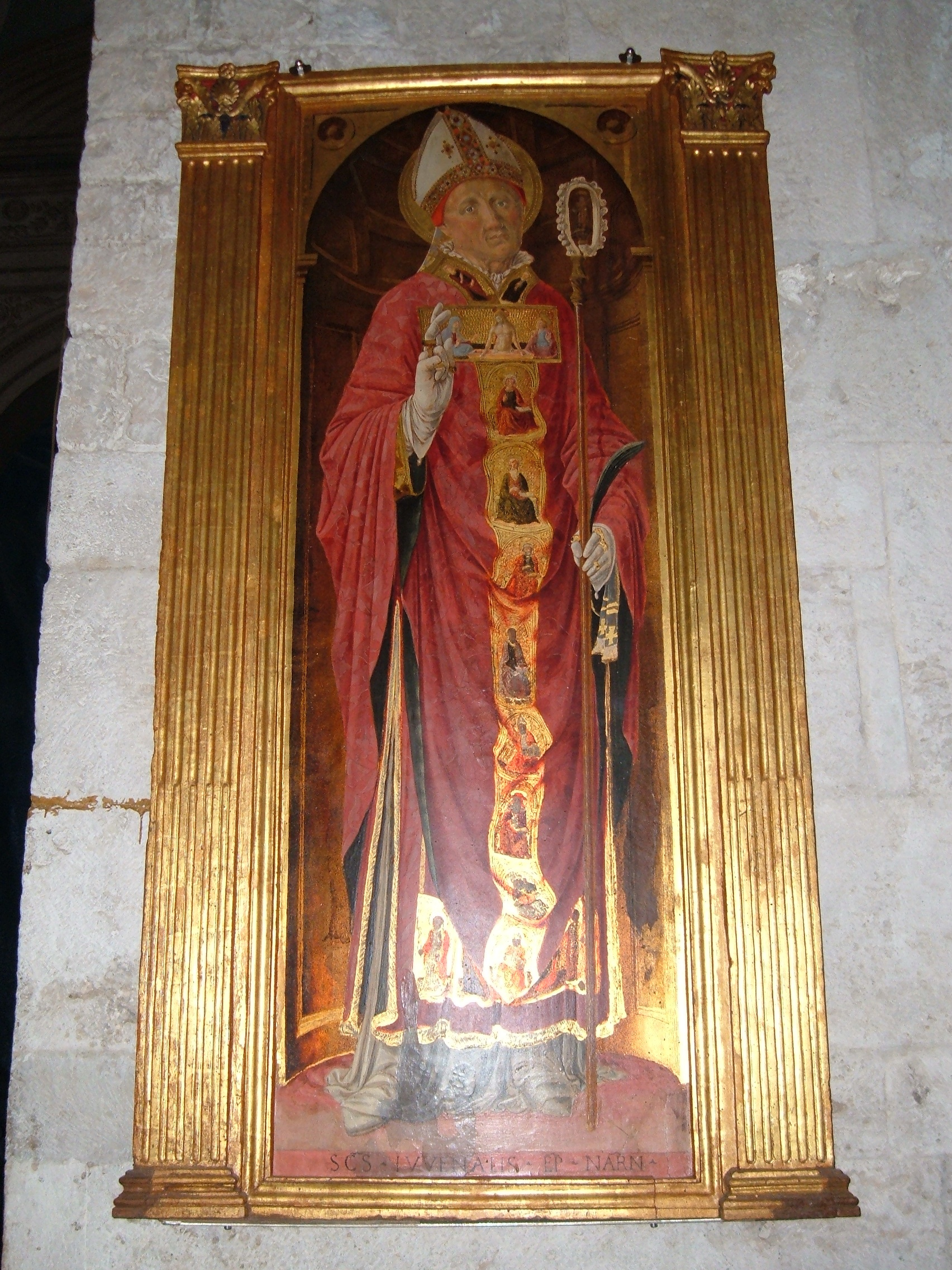

## Биография
Святой Иувеналий был родом из Африки. Он был поставлен первым епископом Нарни папой римским Дамасием I.
Имеется житие Иувеналия, написанное в VII веке.
Исторические подробности о жизни Ювенала ограничены. Биография Ювенала, имеющая небольшую историческую ценность, была написана после седьмого века; он утверждает, что Ювенал родился в Африке, был рукоположен Папой Damasus I, был первым епископом Нарни и был похоронен в Порта Суперьоре на Via Flaminia 7 августа, хотя его праздник отмечался 3 мая этого Vita делает не называйте его мучеником, но называйте его духовником. Мартирологи Флора Лионского и Адо описывают Ювенала скорее как епископа и исповедника, чем как мученика.
Святой Григорий Великий в своих « Диалогах» (IV, 12) и в « Гомилиях в Евангелии» говорит о епископе Нарни по имени Ювенал и описывает его как мученика. Однако иногда титул мученика присваивался епископам, которые не обязательно умерли за свою веру. Грегори также упоминает гробницу, связанную с Ювеналом в Нарни.
Почитание
В Gelasian Sacramentary есть молитва в честь святого под 3. мая Codex Bernense из Martyrologium Hieronymianum записывает свое имя под 3 мая с теми, из трех мучеников Номентанской : Eventius, Александра I и Феодул.
Святой Ювенал появляется не как мученик, а как епископ и исповедник в Трезубском календаре, который дает ему поминовение вместе с этими тремя мучениками в праздник Обретения Креста 3 мая. Когда этот праздник был отменен в 1960 году, четыре святых продолжали просто вместе поминоваться в рамках празднования буднего дня. Этот же день по-прежнему считается праздником святого Ювенала, как указано в « Римском мартирологе», но с 1969 года он больше не включен в Общий римский календарь.
Его легенда предполагает, что он спас Нарни от лигурийских и сарматских захватчиков, вызвав божественную грозу.

## Почитание
После кончины св. Иувеналий был погребён около городских ворот Porta Superiore на Фламиниевой дороге. Ставший вслед за ним епископом Нарни Максим перенёс его могилу в собор Нарни. В IX веке мощи святого были обретены, и вместе с реликвиями святых Кассия и Фаусты Нарнийских было перенесено в Лукку. Впоследствии их вернули в Нарни.
Святого Иувеналия поминают 3 мая вместе с тремя мучениками с дороги Номентанской. В его честь во второе воскресение мая проводят Corsa all’anello.
Строительство гробницы Ювенала в Нарни приписывают его предполагаемому преемнику святому Максиму (ум. 416 г.). Автор Жизни из Вигилий (6 века) в Liber Pontificalis утверждает, что монастырь основан Велизарием рядом Орты был посвящен Ювенал. В 878, реликвии Ювенала были доставлены в Базилика Сан - Frediano в Лукке с тех Святых Кассиус и жена Кассия Фаусте по Адальберта, маркграфа Тосканы, но все реликвии были возвращены Нарни два года спустя. Мощи святого Кассия были построены в отреставрированном храме, позже известном как Сачелло ди Сан Кассио. Говорят, что мощи Ювенала были спрятаны.
Фоссано заявляет, что Ювенал является покровителем, а также утверждает, что хранит некоторые из его реликвий, хотя они могут принадлежать другому святому с таким же именем.